# Muslimska Centerpartiet
Muslimska Centerpartiet (arabiska:حزب الوسط الاسلامي Hizb Al-Wasat Al-Islamiy) är ett politiskt parti i Jordanien. Partiet fick officiellt godkännande som parti av den jordanska regeringen i december 2001. Partiet vill arbeta för politiska, ekonomiska och utbildningsmässiga reformer, med grund i islamsk lag (sharialag). 